# Pino Pisicchio
Giuseppe Pisicchio, detto Pino (Corato, 23 maggio 1954), è un politico, giornalista, saggista e accademico italiano.

## Biografia
Nato il 23 maggio 1954 a Corato, in provincia di Bari, si è laureato con lode presso la Facoltà di Giurisprudenza dell’Università degli Studi di Bari, con lode grazie a una tesi in diritto costituzionale dal titolo "Partiti Politici e Costituzione".
Si è formato politicamente all'interno della Democrazia Cristiana (DC) nella corrente morotea di Aldo Moro e poi in quella della sinistra sindacale di Carlo Donat-Cattin, dove alle elezioni politiche del 1987 Pisicchio viene eletto per la prima volta alla Camera dei deputati tra le sue liste, nella circoscrizione Bari-Foggia raccogliendo circa 80.000 voti di preferenza, per poi essere riconfermato alle politiche del 1992 nella medesima circoscrizione come secondo degli eletti.
Con la nascita del primo governo presieduto da Giuliano Amato, diventa sottosegretario di Stato al Ministero delle finanze affiancando il ministro democristiano Gianni Gioria, incarico che mantenne fino alla sua fine il 29 aprile 1993 con le dimissioni di Amato; nel governo presieduto dal Governatore della Banca d'Italia Carlo Azeglio Ciampi diventa sottosegretario di Stato al Ministero dei lavori pubblici, incarico che mantenne fino alla sua fine l'11 maggio 1994.
Nel 1994, a seguito dello scioglimento della DC, milita in formazioni politiche centriste sempre nella coalizione di centro-sinistra.

### Rinnovamento Italiano
Nel 1997 aderisce a Rinnovamento Italiano di Lamberto Dini, del quale ne diventa anche coordinatore nazionale
Alle elezioni europee del 1999 si candida al Parlamento europeo, tra le liste di Rinnovamento Italiano nella circoscrizione Italia meridionale, risultando eletto europarlamentare (l'unico delle liste in tutta Italia). A Bruxelles aderisce al gruppo del Partito Popolare Europeo-Democratici europei ricoprendo gli incarichi di vice-presidente della Commissione per i bilanci e della Delegazione alla commissione parlamentare mista UE-Maghreb.
Alle elezioni politiche del 2001 viene rieletto alla Camera tra le liste proporzionali de La Margherita, una lista elettorale centrista con Francesco Rutelli a capo, alla quale Rinnovamento Italiano aderiva.

### Rinnovamento Puglia
Dopo lo scioglimento di Rinnovamento Italiano, con la confluenza nella Margherita, partecipa alla formazione del movimento regionale Rinnovamento Puglia, ispirato ai principi del PPE. A livello nazionale RP aderisce ad Alleanza Popolare - UDEUR, confluendo nel gruppo misto.
In occasione delle elezioni amministrative del 2004 si candida a sindaco di Bari sostenuto da Rinnovamento Puglia e dalla lista Democratici Cristiani. 

### Italia dei Valori
Alle elezioni politiche del 2006 accetta l'invito di Antonio Di Pietro a ricandidarsi alla Camera tra le liste dell'Italia dei Valori (IdV), risultando eletto nella circoscrizione Puglia. Nella XV legislatura della Repubblica è presidente della 2ª Commissione Giustizia della Camera.
Alle politiche del 2008 viene rieletto alla Camera nella circoscrizione Puglia, e diventa vicepresidente della Giunta per le elezioni.

### Api e Centro Democratico
A novembre 2009 si allontana dall'IdV, a seguito della non condivisione di una linea politica, a suo giudizio, sempre più spostata verso l'antagonismo radicale, e insieme a Francesco Rutelli fonda Alleanza per l'Italia, che ripropone una visione politica centrista-riformista coerente con la sua formazione culturale.
Nel 2012, dopo la conclusione dell'esperienza di Alleanza per l'Italia, è tra i fondatori di Centro Democratico. Partecipa con la nuova formazione politica alle elezioni del 2013 con coalizione di centro-sinistra Italia- Bene Comune, ambendo a rappresentarne la parte moderata. Alle elezioni politiche del 2013 viene rieletto alla Camera dei Deputati nella circoscrizione Puglia diventando presidente del Gruppo misto.

### Deputato indipendente
Il 26 giugno 2014 lascia Centro Democratico, considerando chiusa la ragion d’essere di quel partito, in considerazione del deludente risultato elettorale attestato sotto lo 0,5% e prosegue la sua esperienza nel ruolo di presidente del gruppo misto come indipendente.
Nel corso della XVII Legislatura ha presentato numerose proposte di legge tra cui quella sull'insegnamento dell'educazione civica nelle scuole, l'indizione di un'assemblea costituente per il completamento del processo di riforma delle istituzioni, l'introduzione della revoca dei sindaci attraverso una mozione di sfiducia votata dal popolo (recall). Ha, inoltre, redatto le norme per la regolamentazione del rapporto con le organizzazioni lobbistiche alla Camera dei Deputati e per il Codice Etico dei Deputati, accolte dagli organi della Camera e diventate operative nella stessa legislatura.
Dal 2014 è consigliere per le relazioni pubbliche della Fondazione Italia USA.
A maggio 2016 viene nominato presidente del Comitato d'Attuazione del Codice Etico dei Deputati, su designazione del Presidente della Camera dei deputati Laura Boldrini.
Nel 2016 fonda il Partito Democratico Europeo Italia diventandone presidente. Il partito rimase l'unico membro italiano del PDE fino al 2021, anno di scioglimento dell'associazione e adesione al PDE di Italia Viva.

### Fuori dalla politica
Dopo 24 anni trascorsi in Parlamento, non si ricandida alle elezioni politiche del 2018, tornando all'insegnamento nell'Università degli Studi Internazionali di Roma (UNINT), dove svolge tuttora l'attività di professore ordinario di Diritto Pubblico Comparato
Il 7 febbraio del 2022 è stato nominato dal Ministero degli Esteri membro della Commissione Nazionale UNESCO
È giornalista professionista, scrive ed ha scritto editoriali per alcune testate tra cui Formiche.net, Beemagazine Il Dubbio, La Gazzetta del Mezzogiorno, il Riformista, il Foglio, Repubblica Bari, Il Corriere del Mezzogiorno, ha pubblicato numerosi lavori scientifici, saggi di politologia ed anche alcuni lavori di narrativa.

## Opere
Pino Pisicchio ha scritto più di 60 libri, tra monografie scientifiche e saggistica politica. Tra questi:
- I dilettanti. Splendori e miserie della nuova classe politica, edizioni, 2015, Guerini e Associati; Vincitore del Premio Guglielmo Negri-Montecitorio
- Pluralismo e personalismo nella Costituzione italiana. Il contributo di Aldo Moro, 2012, Cacucci;
- Alle origini dell'antipolitica."Sentiment"antipolitico, democrazia e Costituzione, Levante, 2012;
- Il polo che non c'è, Edizioni di Formiche, 2011;
- Le fondazioni politiche in Italia, 2011, Cacucci;
- Aspetti dell'autodichia parlamentare. Le incompatibilità e le ineleggibilità, 2010, Cacucci
- L'Italia dei valori. Il post partito, Rubbettino, 2008
- Le regole per eleggere. Formule, leggi, sistemi ed altri arcani elettorali svelati a chi non parla politichese, Levante, 2008;
- La brutt'èpoque, Levante ,2009;
- Tra declino e cambiamento. Aspetti del partito politico italiano, Cacucci, 2008;
- I prescelti. Rappresentanza e carriere parlamentari nella seconda Repubblica, Koinè Nuove Edizioni, 2005;
- Mescolare le carte. Sinistra, destra, centro all'alba della terza Repubblica, Levante, 2005;
- Le regole del gioco. Le leggi elettorali dalla Costituente al 1953, Cacucci, 2004;
- Utopie leggere. Sei modi di ripensare Bari, Levante, 2003;
- La mela dolce. Il diritto costituzionale alla felicità, Levante, 2002;
- La sera andavamo ai Santi Apostoli. Diario di una trattativa all'ombra dell'Ulivo, Levante, 2001;
- Il voto acerbo, Levante, 2001; Partiti di carta. Raccolta degli statuti dei partiti italiani, Levante, 2000;
- I bianchi. Storia arbitraria dei cattolici italiani in tre ore e mezzo, Levante, 2000;
- L'errore del Mattarellum, Levante, 1996;
- Un centro di gravità permanente, Levante, 1995;
- Mass Media e democrazia. Regole vigenti e assenti nel sistema delle comunicazioni di massa italiano, Levante, 1994;
- Come funzionano le leggi elettorali. Piccolo manuale delle regole del voto in Italia e nel mondo, Giubilei-Regiani, 2017/2018, seconda ed.;
- Alle origini della Costituzione, Historica, 2018;
- Il collezionista di santini. Un giallo politico, Passigli Editore, 2019;
- Costituzione e diritti a Singapore. Tra modello Westminster e tradizione confuciana, CEDAM, 2020;
- Ordinamenti Giuridici e Gestione dei Flussi Migratori, Cacucci, Bari, 2021;
- La politica come mestiere. Non-manuale per carriere, militanze e cittadinanza, Rubbettino, 2022.
- Come si fa una campagna elettorale (dall'Agorà alla terza Repubblica passando per Crispi a cavallo), Nuova Palomar, Bari, 2023;
- La solidarietà come dovere costituzionale nei messaggi di Mattarella, Cacucci, Bari, 2023.